# Maria Luisa Immaculata de Bourbon-Două Sicilii

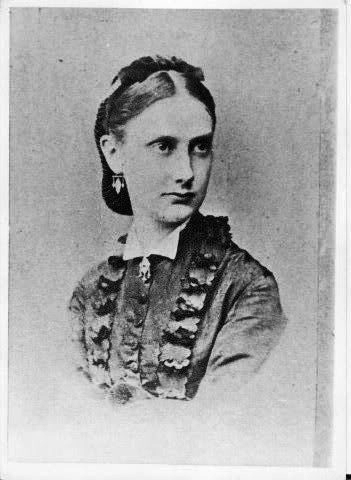
Prințesa Maria Luisa Immaculata de Bourbon-Două Sicilii

Prințesa Maria Luisa de Bourbon-Două Sicilii (italiană Maria Luisa Immacolata di Borbone, Principessa di Borbone delle Due Sicilie; 21 ianuarie 1855, Neapole, Două Sicilii – 23 august 1874, Pau, Franța) a fost fiica cea mică a regelui Ferdinand al II-lea al Celor Două Sicilii și a celei de-a doua soții, Maria Tereza de Austria. A fost cunoscută pentru pietatea ei și caritatea față de săraci.

## Biografie
Maria Luisa s-a născut la Palatul Caserta. A fost botezată cu numele de Maria Luisa Immacolata; nașa ei a fost Prințesa Maria Luisa Carlota de Parma. Tatăl ei a murit când ea avea numai patru ani și a fost crescută de mama ei.
În 1860, când Maria Luisa aea cinci ani, fratele ei vitreg, regele Francisc al II-lea al Celor Două Sicilii, a fost învins de Expediția celor O Mie condusă de generalul revoluționar Giuseppe Garibaldi. Împreună cu familia a plecat la Roma unde au stat o perioadă scurtă la Palatul Quirinal la invitația Papei Pius al IX-lea. Mama ei a închiriat Palazzo Nipoti din Roma și acolo au locuit următorii șapte ani.
Încă de când era un copil Maria Luisa a fost cunoscută pentru pietatea ei. În vara anului 1867, împreună cu familia erau în vacanță la Albano Laziale când a izbucnit holera. Mama ei a murit la 8 august, urmată de fratele ei mai mic, Gennaro, la 13 august.
După decesul mamei, la vârsta de 12 ani, Maria Luisa și frații ei s-au mutat la Palazzo Farnese, reședința fratelui lor vitreg, regele Francisc al II-lea. Ea a învăâat italiana, franceza și germana. A devenit o artistă competentă atât în ulei cât și în acuarelă.
În octombrie 1867 Roma a fost atacată de forțele conduse de Giuseppe Garibaldi. Maria Luisa și sora ei Maria Pia s-au refugiat la palatul apostolic de la Vatican până la victoria din Bătălia de la Mentana.
În 1870 Roma a fost atacată din nou de armatele regelui Italiei. Maria Luisa și sora ei Maria Pia au plecat în Bolzano apoi la Cannes în Franța.

### Căsătorie
La 25 noiembrie 1873 la Cannes, Maria Luisa s-a căsătorit cu Prințul Henry de Bourbon-Parma, Conte de Bardi, fiu al lui Carol al III-lea, Duce de Parma și a soției acestuia, Prințesa Louise Marie Thérèse a Franței. Fratele mai mare al lui Henry, Robert, era căsătorit cu sora mai mare a Mariei Luisa, Maria Pia, din 1869.
După nuntă, Henry și Maria Luisa au plecat în Egipt pentru luna de miere. Acolo ea s-a îmbolnăvit și a făcut febră. Cuplul a decis să se întoarcă acasă și la 30 martie 1874 ei au debarcat la Marseilles. S-au decis ca Maria Luisa să meargă în orașul Cauterets unde erau băi cu sulf. Pe drum s-au oprit la Sanctuarul Fecioarei de la Lourdes, unde ea a fost cufundată în apă de două ori. Medicii ei au vorbit de cazul ei fără speranță, iar la sfârșitul lunii iulie, s-a decis ca ea să fie mutată la Pau. Ea a murit acolo la 23 august, de sărbătoarea Inimii Neprihănite a Mariei.